# 繹幕県
繹幕県（えきまく-けん）は中華人民共和国山東省にかつて存在した県。
前漢により設置され、現在の徳州市平原県北西部に相当する。南北朝時代、南朝宋が僑置され、現在の淄博市博山区に相当する。北斉により廃止された。